# Sambre (torrente)

Il Sambre è un torrente toscano, affluente di destra dell'Arno. La sua alta valle, magica e incontaminata, è stata anche immortalata dallo scrittore Hermann Hesse.
"È una valletta d'una bellezza strana e acerba, quasi disabitata, incuneata tra monti calvi e severi, lontana dal mondo, malinconica e deserta..."

(Hermann Hesse, Peter Camenzind)

## Percorso
Nasce sul monte Fanna a quota 530 metri in località Le Pozzole, nel comune di Fiesole, pochi chilometri a nord-est di Firenze, e si getta nell'Arno all'altezza dell'abitato di Compiobbi.
Nel suo corso iniziale si arricchisce rapidamente d'acqua, beneficiando di varie sorgenti tra i due crinali di monte Fanna e di San Clemente, tra cui il torrente Cùcina, che confluisce nella Sambre poco a valle di Case Cùcina, con una cascata alta circa sei metri.
La Sambre lambisce poi l'antico borgo di Ontignano, dove vi è il primo ponte carrabile che la attraversa. Il ponte, collocato in prossimità di una polla con varie piccole sorgenti, permette di raggiungere la polla per la balneazione, e offre l'accesso al sentiero CAI che risale il corso del torrente fino a Case Cùcina e San Clemente.
A valle di Ontignano, la Sambre scende poi fino all'abitato di Compiobbi dove, attraversato il paese, si getta nell'Arno. Nei mesi più asciutti la Sambre tende a diminuire la sua portata verso la foce.

## Carattere
Il corso d'acqua ha carattere chiaramente torrentizio, con estati in cui la portata è molto limitata, ed autunni e primavere in cui la sua portata aumenta significativamente, specie in caso di forti temporali. In queste occasioni il torrente tra l'altro esonda su alcuni tratti del sentiero CAI che lo costeggia. Non sono archiviate particolari piene e alluvioni. Nel primo tratto del torrente la temperatura dell'acqua è sempre molto bassa, anche in estate. L'aumento della portata idrica primaverile non è mai basato in maniera importante sullo scioglimento della neve. Ci sono state delle annate con clima insolito, ad esempio nell'estate 2019, in pieno agosto a seguito di precipitazioni, la Sambre aveva una portata che di solito si manifesta in primavera (aprile/maggio). Oppure il febbraio 2022, quando la portata era simile a quella estiva, a causa di una insolita siccità. I picchi di portata idrica si raggiungono in autunno e in primavera. Il periodo più secco è ad inizio/ metà agosto.

## Storia
Sul corso del torrente sono presenti vari segni di varie epoche (a partire dalla civiltà etrusca), come muretti a secco, mulini, case diroccate, e anche piccoli borghi come Il Molino e Case Cùcina, che testimoniano l'importanza del corso del torrente come antica via di comunicazione tra il crinale di Fiesole e la valle dell'Arno (a Case Cùcina è attestata anche una tomba etrusca). La rilevanza della Sambre è attestata dalla menzione nel Dizionario geografico fisico storico della Toscana di Emanuele Repetti (1833), in cui viene citata come "Zambra di Torri" e "Zambra di Ontignano" .
Ancora all'inizio degli anni '50, l'alta valle della Sambre (tra la sorgente e Ontignano) era soggetta ad un ampio sfruttamento del suolo: le foto aeree OFC 1954 (volo GAI) documentano infatti ancora la presenza di campi coltivati e oliveti, mentre già l'aggiornamento del 1978 evidenzia l'abbandono dei terreni coltivati e la progressiva estensione del bosco .

## Condizioni ambientali
Le acque dell'alta valle della Sambre, a monte di Ontignano, sono estremamente pulite e incontaminate. Tuttavia, la Sambre al suo arrivo nell'abitato di Compiobbi, appare inquinata da numerosi scarichi.
In collina la fauna è composta principalmente da piccole rane e dal granchio di fiume, che è tuttavia a rischio di estinzione. Il torrente è inoltre popolato da varie specie di insetti.

## Clima
Il clima sulla Sambre è vario. Nell'alta valle il clima è collinare: molto piovoso nel periodo autunnale e primaverile. La neve non è rarissima in pieno inverno, ma non frequente. L'estate è calda ma non rovente, la piovosità alta estiva è rara.
Nella bassa valle della Sambre, il clima è sensibilmente più caldo.

## Turismo
Il torrente Sambre riscuote interesse da parte dei turisti, il che comporta il rischio che i visitatori non rispettino l'ambiente del corso d'acqua. I sentieri si spingono molto avanti lungo il torrente, anche vicino alle sorgenti.

## Origine del nome
La Sambre era chiamata nel XIX secolo " Zambra di Ontignano". In Toscana sono presenti tanti torrenti con parola iniziale "zambra", quindi è plausibile che la parola "zambra" voglia dire "torrente, ruscello, corso d'acqua", in tal caso Zambra di ontignano vorrebbe dire "Ruscello di Ontignano". Le origini confermano anche che il nome "Sambre" sia femminile. Probabilmente il Cùcina prenderebbe nome proprio da Case Cùcina, il borgo attraversato dal torrente.